# Bryum austroturbinatum
Bryum austroturbinatum är en bladmossart som beskrevs av C. Müller 1882. Bryum austroturbinatum ingår i släktet bryummossor, och familjen Bryaceae. Inga underarter finns listade i Catalogue of Life.